# Marina Visconti
Pour les articles homonymes, voir Visconti.
Marina Visconti est une ex-actrice russe en films pornographiques et un mannequin de charme Elle a exercé de 2013 à 2016, année où elle a pris sa retraite de l'industrie du film pornographique. Elle est réputée pour sa poitrine opulente et ses scènes de pornographie extrême comportant sodomie, double pénétration, fist, bondage sexuel, etc.

## Biographie et carrière
Visconti est née le 30 mars 1995 à Moscou, Russie. En 2013, elle émigre aux États-Unis avec le statut d'étudiante avant de regagner l'Europe.
Elle intègre l'industrie de la pornographie en 2013 par besoin d'argent. Elle est alors âgée de 18 ans et poursuivra cette activité par pur plaisir ainsi que pour son apport en matière de confort de vie et de rencontres. Elle interprètera un total de 68 films avec différents studios dont Brazzers et HardX . Elle interprète sa première scène de sodomie dans un film diffusé par la firme  GapeLand.com le 14 juin 2013 et sa première double pénétration ainsi qu'un gang bang le 26 juin 2013 dans une vidéo éditée par HardcoreGangbang.com.
L'actrice se retire officiellement de la scène au début de l'année 2016 par lassitude d'autant qu'elle affirme être monogame.

## Filmographie (partielle)
Les titres des films ci-après sont extraits de IAFD. Ils sont classés par année de parution sur le marché. 
| Titre du film                                   | Distributeur            | Parution | Remarque(s)                                                                               |
| ----------------------------------------------- | ----------------------- | -------- | ----------------------------------------------------------------------------------------- |
| Prime Cups 12706                                | Perfect Gonzo           | 2013     | Scènes tirées d'Internet Rasée                                                            |
| Shaved Teens from Russia 9                      | Sunset Media            | 2013     | Rasée                                                                                     |
| Teenie PlayDolls from Moscow 1                  | Sunset Media            | 2013     | Masturbation                                                                              |
| Woodman Casting X 113                           | Woodman Entertainment   | 2013     | Sodomie, pénétration profonde, A2M                                                        |
| Anally Talented 3                               | Evil Angel              | 2014     | Sodomie, éjaculation faciale, rasée, A2M                                                  |
| Art of Romance 3'                               | Mile High               | 2014     |                                                                                           |
| Big Breast Nirvana 1                            | DDF                     | 2014     | Rasée                                                                                     |
| Big Tit Model Loves Anal with BBC               | Blacked.com             | 2014     | Scènes tirées d'Internet Sodomie, éjaculation faciale                                     |
| Big Tits Round Asses 34                         | Bang Productions        | 2014     |                                                                                           |
| Blacks On Blondes : Marina Visconti             | Dogfart Network         | 2014     | Scènes tirées d'Internet Sodomie, éjaculation faciale, rasée, pénétraton profonde, A2M IR |
| Breast Friends                                  | Penthouse               | 2014     |                                                                                           |
| Buttman's Stretch Class 17                      | Evil Angel              | 2014     | Masturbation                                                                              |
| Couples Seduce Couples 13                       | Manwin Content          | 2014     |                                                                                           |
| Cum Trick 1                                     | Cum Louder              | 2014     |                                                                                           |
| Curvy Lesbians                                  | DDF                     | 2014     | Saphisme                                                                                  |
| DP Riot 4                                       | 21 Sextury              | 2014     | Sodomie, pénétration profonde, rasée                                                      |
| Extreme Naturals 9                              | Reality Kings           | 2014     | Rasée                                                                                     |
| Fuck My Ass 2                                   | Evil Angel              | 2014     | Saphisme                                                                                  |
| Fuck These Double Ds                            | DDF                     | 2014     | Ejaculation faciale                                                                       |
| Full Anal Treatment                             | Evil Angel              | 2014     | Sodomie, rasée                                                                            |
| 'Giant Juicy Juggs 5                            | Pure Play Media         | 2014     |                                                                                           |
| Her Own Master                                  | ddfnetwork.com          | 2014     |                                                                                           |
| Hot Teen Seduction                              | pornprosnetwork.com     | 2014     | Scènes tirées d'Internet Ejaculation faciale, rasée                                       |
| Jerk Me Off                                     | Lethal Hardcore         | 2014     | Compilation                                                                               |
| Interracial and Anal                            | Jules Jordan Video      | 2014     | Sodomie, éjaculation faciale, rasée, IR                                                   |
| Juvenile Rampage                                | Harmony Films           | 2014     |                                                                                           |
| Legal Porno SZ437                               | legalporno.com          | 2014     | Scènes tirées d'Internet Sodomie, pénétration profonde, rasée, A2M                        |
| Lusty Lesbo Action                              | Fred Anderson           | 2014     | Masturbation                                                                              |
| Models Unleashed                                | Girlfriends Films       | 2014     | Saphisme                                                                                  |
| Mofos Worldwide 13                              | Brazzers                | 2014     |                                                                                           |
| Morning Wood 3                                  | Lethal Hardcore         | 2014     |                                                                                           |
| Private Gold 173: Pussy Harvest                 | Private                 | 2014     | Sodomie, éjaculation faciale, pénétration profonde, Jouissance, rasée                     |
| Orgasmatics 40                                  | Eromaxx Films           | 2014     | Saphisme                                                                                  |
| Private Gold 178: Babysitters in Heat           | Private                 | 2014     |                                                                                           |
| Pure Anal Pleasure 2                            | Digital Sin             | 2014     | Sodomie, éjaculation faciale, pénétration profonde, rasée                                 |
| Road Queen 30                                   | Girlfriends Films       | 2014     | Saphisme                                                                                  |
| Rocco's Abbondanza 3                            | Evil Angel              | 2014     | Sodomie, éjaculation faciale                                                              |
| Slime Wave 41                                   | Eromaxx Films           | 2014     | Masturbation                                                                              |
| Stacked 2                                       | Mile High               | 2014     | Sodomie, éjaculation faciale, rasée, A2M                                                  |
| Stranded Teens                                  | Brazzers                | 2014     | Rasée                                                                                     |
| Unbreakable                                     | ddfnetwork.com          | 2014     | Scènes tirées d'Internet                                                                  |
| Young Harlots: Girls Dorm                       | Harmony Films           | 2014     | Saphisme                                                                                  |
| Ass Traffic 11                                  | Perfect Gonzo DVD       | 2015     | Sodomie, Ejaculation faciale                                                              |
| Beauty In The Breast                            | Juicy Entertainment     | 2015     |                                                                                           |
| Big Naturals 38                                 | Reality Kings           | 2015     |                                                                                           |
| Big Tit Cream Pie 34                            | Reality Kings           | 2015     |                                                                                           |
| Big Tits Round Asses 40                         | Bang Productions        | 2015     | Éjaculation faciale, rasée                                                                |
| Brunettes in Lust                               | Digital Desire          | 2015     | Saphisme                                                                                  |
| Busty Gym Session: Anal Training for Girlfriend | ddfnetwork.com          | 2015     | Scènes tirées d'Internet                                                                  |
| Buttman Focused 10                              | Evil Angel              | 2015     |                                                                                           |
| Hardcore Pleasures 4                            | PornPros                | 2015     |                                                                                           |
| I Scream Girls.com 2                            | Evasive Angles          | 2015     | Ejaculation faciale, IR                                                                   |
| Interracial Double Penetrations                 | Hush Hush Entertainment | 2015     | Sodomie, éjaculation faciale, pénétration profonde, rasée, avaleuse, IR                   |
| Lezboxx 3                                       | Sindrive                | 2015     | Saphisme                                                                                  |
| Lezboxx 4                                       | Sindrive                | 2015     | Saphisme                                                                                  |
| Masseuse 8                                      | Mile High               | 2015     |                                                                                           |
| Rocco's Abbondanza 4                            | Evil Angel              | 2015     | Sodomie, rasée                                                                            |
| Perfectly Big Tits                              | New Sensations          | 2015     |                                                                                           |
| Prime Cups 10                                   | Perfect Gonzo DVD       | 2015     |                                                                                           |
| Prime Cups 11                                   | Perfect Gonzo DVD       | 2015     | Sodomie, rasée                                                                            |
| Rocco's Perfect Slaves 8                        | Evil Angel              | 2015     | Sodomie, pénétration profonde, rasée                                                      |
| Slayin' Young Sluts                             | Evil Angel              | 2015     | Sodomie, éjaculation faciale, rasée, A2M, IR                                              |
| Giant Breasted Teens Ride Huge Cocks            | Red Light District      | 2016     | Compilation                                                                               |
| Glamour Dolls                                   | ATV                     | 2016     |                                                                                           |
| Lezboxx 5                                       | Sindrive                | 2016     | Saphisme                                                                                  |
| Lezboxx 6                                       | Sindrive                | 2016     | Saphisme                                                                                  |
| Interlove                                       | allfinegirls.com        | 2016     | Scènes tirées d'Internet Saphisme                                                         |
| Leather Chronicle 2                             | Sindrive                | 2016     | Sodomie                                                                                   |
| Prime Cups 12                                   | Perfect Gonzo DVD       | 2016     |                                                                                           |
| Made To Tit Fuck 2                              | DDF                     | 2016     | Sodomie, A2M                                                                              |
| Neighbor Affair 31                              | Pure Play Media         | 2016     | Rasée                                                                                     |
| Raunchy And Bouncy                              | wowporn.xxx             | 2016     | Scènes tirées d'Internet Masturbation, rasée                                              |
| Rocco One on One 10                             | Evil Angel              | 2016     | Sodomie, rasée                                                                            |
| Rocco's Abbondanza 5                            | Evil Angel              | 2016     | DVD                                                                                       |
| Schoolgirls Like It Hard                        | New Sensations          | 2016     | DVD, Clip                                                                                 |
| Tonight's Girlfriend 54                         | Pure Play Media         | 2016     |                                                                                           |
| Girls with Perfect Tits                         | New Sensations          | 2017     | Compilation                                                                               |

## Récompenses
Récompenses octroyées à Marina Visconti d'après Boobpedia:
- 2015 Spank Bank Awards Nommée: Nouvelle venue de l'année
- 2015 Spank Bank Awards Nommée: Brunette de l'année dotée d'un vilain postérieur;
- 2015 Spank Bank Awards Nommée: Séductrice importée de l'année
- 2015 Spank Bank Technical Awards Remporté: la meilleure chose venue de Russie depuis la Vodka

## Revue illustrée
- Hustler (Version diffusée aux États-Unis) octobre 2015